# The Piano Player
Pour plus de détails, voir Fiche technique et Distribution.
The Piano Player est un film réalisé par Jean-Pierre Roux en 2002.

## Résumé
Un tueur à gage dont les parents ont été tués en Afrique du Sud doit y retourner pour un contrat de garde du corps. 

## Fiche technique
- Titre : The Piano Player
- Réalisation : Jean-Pierre Roux[2]
- Scénario : Brad Mirman
- Musique : Francis Haines, Stephen W. Parsons
- Durée : 94 min / 87 min (Hollande)
- Pays :  Royaume-Uni /  Allemagne /  Espagne
- Langue : anglais
- Format : Couleur - 1,85:1
- Classification : Allemagne : 12 / Australie : MA
- Dates de sortie :
  -  Turquie : 6 octobre 2002 (diffusion TV)
  -  Pays-Bas : 7 janvier 2003 (vidéo)
  -  Canada et  États-Unis : 22 juillet 2003 (DVD)
  - Italie : 4 juin 2004
  - France : 2005 (DVD premiere)

## Distribution
- Christophe Lambert : Alex Laney
- Dennis Hopper : Robert Nile
- Diane Kruger : Erika
- Simon Mabija : Christo Nichol
- James Faulkner : Nicholas Farrel
- Jeane Manson : Helena
- Mode Theu : Sipho
- Mawongo Tyawa : Gatsha Mlambo
- Dorette Potgieter : mère d'Alex
- Peter Krummeck : père d'Alex